# ریکاردو ماتیاس
ریکاردو ماتیاس (انگلیسی: Ricardo Mathias؛ زادهٔ ۲۶ ژوئیهٔ ۲۰۰۶) بازیکن فوتبال اهل برزیل است که در حال حاضر برای اینترناسیونال در پست مهاجم بازی می‌کند.
وی همچنین در تیم‌های ملی فوتبال زیر ۱۷ سال و زیر ۲۰ سال برزیل بازی کرده است.

## دوران باشگاهی
ریکاردو ماتیاس که در نوا ایگواکو، ایالت ریو دو ژانیرو زاده شده، فوتبال آماتور را در زادگاهش آغاز کرد و در سال ۲۰۲۱ به تیم‌های پایهٔ فریرویاریا پیوست. او در سال بعد به اینترناسیونال رفت و ابتدا در تیم زیر ۱۷ سال این باشگاه بازی کرد.
ماتیاس نخستین بازی حرفه‌ای و اولین حضورش در سری آ را در ۱۱ اوت ۲۰۲۴ انجام داد؛ در تساوی ۲–۲ خانگی برابر اتلتیکو پارانائنزه به‌عنوان جانشین دیرهنگام به‌جای رومولو وارد زمین شد. او نخستین گل حرفه‌ای خود را در ۵ اکتبر به ثمر رساند؛ گل تساوی‌بخش لحظات پایانی در تساوی خارج از خانه برابر کورینتیانس.
در ۲۳ اکتبر ۲۰۲۴، ماتیاس قراردادش را با تیم «کولورادو» تا سال ۲۰۲۸ تمدید کرد.

## دوران ملی
در سپتامبر ۲۰۲۲، ماتیاس به تیم ملی زیر ۱۷ سال برزیل دعوت شد، و در قهرمانی زیر ۱۷ سال آمریکای جنوبی ۲۰۲۳ بازی کرد.
او همچنین یکی از اعضای تیمی بود که در قهرمانی زیر ۲۰ سال آمریکای جنوبی ۲۰۲۵ به قهرمانی رسید و در آخرین بازی این رقابت‌ها نیز یک گل به ثمر رساند.